# Naissance en 1244
Naissance
- 1240
- 1241
- 1242
- 1243
- 1244
- 1245
- 1246
- 1247
- 1248

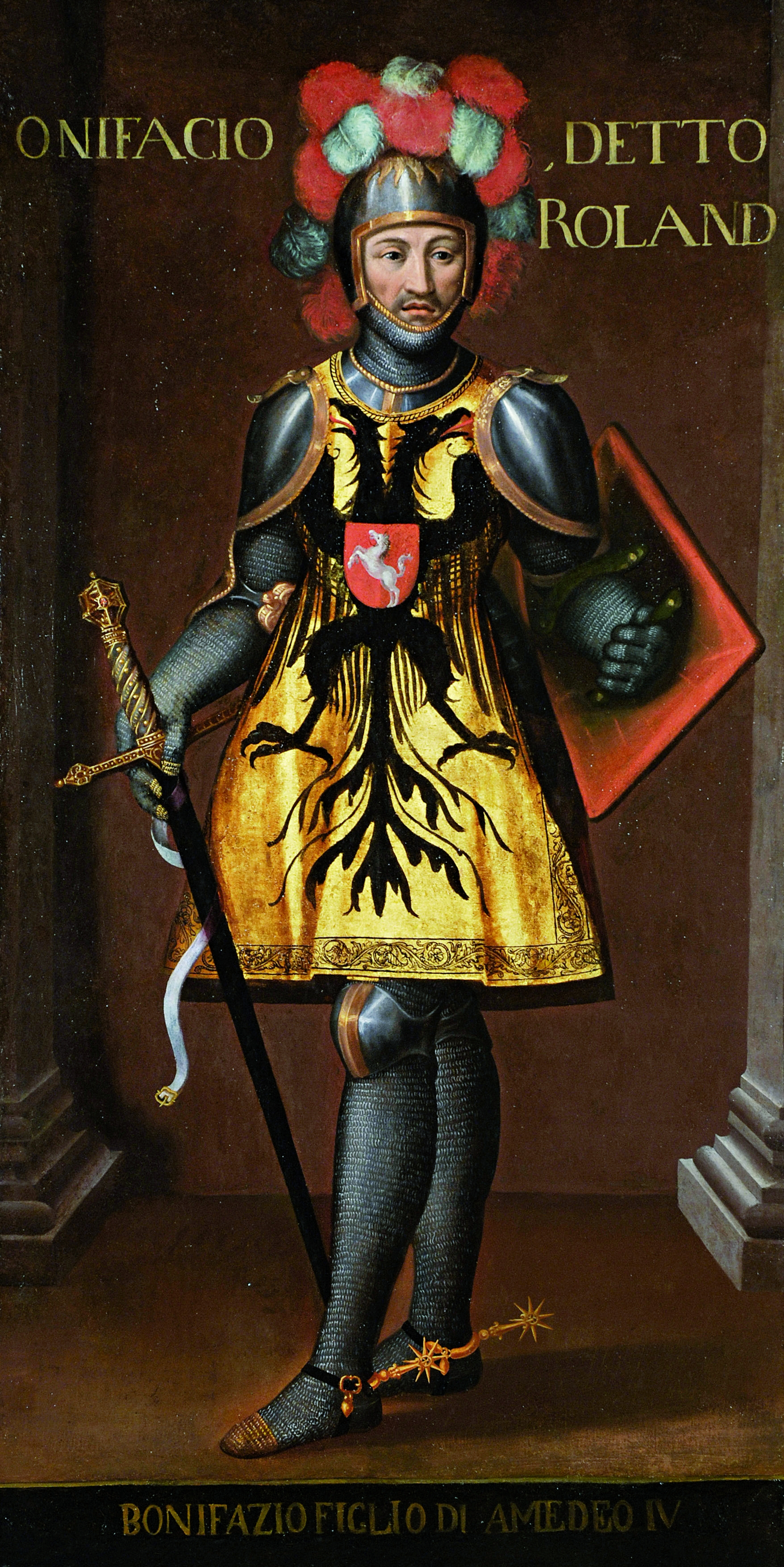
Boniface de Savoie, né en 1244.

Cette page dresse une liste de personnalités nées au cours de l'année 1244 :
- 1er décembre : Boniface de Savoie, 11e comte de Savoie, d'Aoste et de Maurienne.
- 24 juin : Henri Ier de Hesse, dit l'Enfant de Brabant, landgrave de Hesse.

- Dai Biaoyuan, poète et essayiste chinois.
- Erwin von Steinbach, architecte et sculpteur alsacien, fondateur de la Cathédrale de Strasbourg.
- Yahballaha III, catholicos de l'Église de l'Orient (dite Église nestorienne).

date incertaine (vers 1244)
- Folquet de Lunel, poète et troubadour.
- Ingeborg de Danemark, reine de Norvège

## Crédit d'auteurs
- Cet article est partiellement ou en totalité issu de l'article intitulé « 1244 » (voir la liste des auteurs).